# Rafael Márquez Lugo
Rafael Márquez Lugo (nació el 2 de noviembre de 1981 en Ciudad de México) es un exfutbolista mexicano; se desempeñaba como delantero y su último equipo fue el Club Deportivo Guadalajara de la Primera División de México
El 23 de abril del 2015, después de no poderse recuperar completamente de tres operaciones en la rodilla izquierda, Rafael anunció en una conferencia de prensa su retiro, luego de una trayectoria de 15 años en Primera División, jugando con Pumas, Jaguares, Monarcas, Tuzos, Tecos, Águilas, Potros y Chivas.
Actualmente es analista deportivo en Fox Sports México.

## Trayectoria

### Inicios y Club Universidad Nacional
Rafael Márquez Lugo, ingresó a las fuerzas básicas de Club Universidad Nacional, cuando tenía 6 años. En 1998, con 17 años se integró al primer equipo y finalmente debutó en la Primera División de México el 10 de septiembre del 2000, enfrentando a los Rayados de Monterrey.
Con Pumas anotó 8 goles.

### Chiapas
El 23 de noviembre de 2002, Jaguares de Chiapas, anunció a Márquez Lugo, como su primer refuerzo, comprando su carta con un contrato de 3 años. Lamentablemente su paso con los Naranjas fue un fracaso, jugando 31 partidos y realizando 3 goles.
Al concluir el torneo Apertura 2003, fue anunciado como transferible.

### Morelia
En diciembre del 2003, estuvo a punto de nuevo jugador de los Tiburones Rojos de Veracruz, pero Morelia realizó una mejor oferta y se oficializó su traspaso, convirtiéndose en el primer refuerzo de cara al Clausura 2004, firmando un contrato de 3 años. 
Con la Monarquía, Márquez jugó un total de 96 partidos y anotó 34 goles.

### Pachuca
En junio del 2007 se oficializó su traspaso a Pachuca, en compra definitiva. Con los Tuzos no tuvo mucho éxito, metiendo solo 3 goles en el torneo; al finalizar el Apertura 2007, Enrique Meza, ya no requirió de sus servicios y fue puesto como transferible.
Con el conjunto hidalguense, jugó Liga MX, Copa Sudamericana y Copa Mundial de Clubes de la FIFA.

### Tecos
En diciembre del 2007 se dio a conocer su traspaso a Tecos en calidad de préstamo por 1 año con opción a compra, siendo el único refuerzo de cara al Clausura 2008. 
Con la UAG registró 9 Partidos y 2 goles, al finalizar el torneo salió de la institución.

### Club América
En junio del 2008 se oficializó su llegada al Club América, en calidad de préstamo por 1 año con opción a compra. Durante su paso por las Águilas en el Apertura 2008, jugó 9 partidos y marcó 2 goles.

### Atlante
En diciembre del 2008, los Potros de Hierro del Atlante presentó a Márquez como su cuarto refuerzo, de cara al Clausura 2009, en calidad de préstamo con opción a compra.
Formó parte del plantel que conquistó el trofeo de CONCACAF 2008-2009, luego de vencer a Cruz Azul por marcador global de 2-0 (Estadio Azul 0-2 y Estadio Olímpico Andrés Quintana Roo 0-0).
Con el cuadro Azulgrana obtuvo el cuarto lugar en la Copa Mundial de Clubes de la FIFA 2009, celebrada en Abu Dabi, Emiratos Árabes Unidos.
Durante dieciocho meses con los Potros de Hierro, jugó 44 partidos y realizó 14 anotaciones.

### Morelia (Segunda etapa)
En junio del 2010, se oficializó el regreso de Márquez a Morelia, en compra definitiva al Pachuca, firmando un contrato de 5 años, la transacción fue de 3 millones de dólares. Sin embargo su llegada al conjunto Purépecha causó gran polémica entre la afición, debido a sus fracasos en Pachuca, Tecos y América, pero Márquez Lugo dijo en una entrevista que respondería en la cancha.
En la Temporada 2010-2011, conformó una de las mejores delanteras en la historia de Morelia, junto a Miguel Sabah y Luis Gabriel Rey, llegando a disputar la final del Clausura 2011 ante Club Universidad Nacional (Estadio Morelos 1-1 y Estadio Olímpico Universitario 2-1).
Con los Monarcas disputó 76 partidos y anotó 24 goles, llegando a ser considerado de nueva cuenta por la Selección Mexicana en partidos amistosos y en la Copa América 2011, celebrada en Argentina.

### Club Deportivo Guadalajara
En 18 de mayo del 2012, se hizo oficial su traspaso a las Chivas Rayadas del Guadalajara, siendo el segundo refuerzo de cara al Apertura 2012, la transacción fue por 10 millones de dólares.

## Estadísticas

### Clubes
| Universidad Nacional · México |               |               |     |     |    |    |    |     |     |      |      |
| 1.ª | 2000-01       | 1             | 0   | 0   | 0  | -  | -  | 1   | 0   | 0    |      |
| 1.ª | 2001-02       | 26            | 6   | -   | -  | -  | -  | 26  | 6   | 0.23 |      |
| 1.ª | 2002-03       | 12            | 3   | 2   | 0  | -  | -  | 14  | 3   | 0.21 |      |
| Total club | Total club    | 39            | 8   | 2   | 0  | -  | -  | 41  | 8   | 0.2  |      |
| Jaguares de Chiapas · México |               |               |     |     |    |    |    |     |     |      |      |
| 1ª | 2002-03       | 15            | 0   | -   | -  | -  | -  | 15  | 0   | 0    |      |
| 1ª | 2003-04       | 16            | 3   | -   | -  | -  | -  | 16  | 3   | 0.19 |      |
| Total club | Total club    | 31            | 3   | -   | -  | -  | -  | 31  | 3   | 0.1  |      |
| Morelia · México |               |               |     |     |    |    |    |     |     |      |      |
| 1ª | 2003-04       | 13            | 7   | 2   | 0  | -  | -  | 15  | 7   | 0.47 |      |
| 1ª | 2004-05       | 33            | 17  | -   | -  | -  | -  | 33  | 17  | 0.52 |      |
| 1ª | 2005-06       | 24            | 6   | 3   | 3  | -  | -  | 27  | 9   | 0.33 |      |
| 1ª | 2006-07       | 26            | 4   | 2   | 0  | -  | -  | 28  | 4   | 0.14 |      |
| 1ª | 2010-11       | 39            | 15  | -   | -  | 5  | 1  | 44  | 16  | 0.36 |      |
| 1ª | 2011-12       | 37            | 9   | -   | -  | 6  | 1  | 43  | 10  | 0.23 |      |
| Total club | Total club    | 172           | 58  | 7   | 3  | 11 | 2  | 190 | 63  | 0.33 |      |
| Pachuca · México |               |               |     |     |    |    |    |     |     |      |      |
| 1ª | 2007-08       | 14            | 2   | -   | -  | 4  | 2  | 18  | 4   | 0.22 |      |
| Total club | Total club    | 14            | 2   | -   | -  | 4  | 2  | 18  | 4   | 0.22 |      |
| Tecos · México |               |               |     |     |    |    |    |     |     |      |      |
| 1ª | 2007-08       | 13            | 2   | -   | -  | -  | -  | 13  | 2   | 0.15 |      |
| Total club | Total club    | 13            | 2   | -   | -  | -  | -  | 13  | 2   | 0.15 |      |
| Club América · México |               |               |     |     |    |    |    |     |     |      |      |
| 1ª | 2008-09       | 9             | 2   | -   | -  | -  | -  | 9   | 2   | 0.22 |      |
| Total club | Total club    | 9             | 2   | -   | -  | -  | -  | 9   | 2   | 0.22 |      |
| Atlante · México |               |               |     |     |    |    |    |     |     |      |      |
| 1.ª | 2008-09       | 13            | 4   | -   | -  | 6  | 3  | 19  | 7   | 0.37 |      |
| 1.ª | 2009-10       | 31            | 10  | 3   | 0  | 3  | 1  | 37  | 11  | 0.3  |      |
| Total club | Total club    | 44            | 14  | 3   | 0  | 9  | 4  | 56  | 18  | 0.32 |      |
| C. D. Guadalajara · México |               |               |     |     |    |    |    |     |     |      |      |
| 1.ª | 2012-13       | 29            | 14  | -   | -  | -  | -  | 29  | 14  | 0.48 |      |
| 1.ª | 2013-14       | 25            | 7   | 3   | 2  | -  | -  | 28  | 9   | 0.32 |      |
| 1.ª | 2014-15       | 0             | 0   | -   | -  | -  | -  | 0   | 0   | 0    |      |
| Total club | Total club    | 54            | 21  | 3   | 2  | -  | -  | 57  | 23  | 0.4  |      |
| Total carrera | Total carrera | Total carrera | 376 | 108 | 15 | 5  | 24 | 8   | 415 | 123  | 0.29 |
| (1)Incluye datos de la Copa México, Pre Pre Libertadores (2000 y 2002) e InterLiga (2004, 2006, 2007 y 2010). (2)Incluye datos de la Liga Campeones CONCACAF (2007-08 y 2008-09), SuperLiga Norteamericana (2008 y 2010) y Mundial de Clubes (2007 y 2009). |               |               |     |     |    |    |    |     |     |      |      |

## Selección nacional de México

### Sub-23
Márquez Lugo formó parte de la selección sub-23 que conquistó el Preolímpico de CONCACAF en el 2004; anotó en 3 ocasiones (2 en la semifinal contra Estados Unidos). 
Acudió a los Juegos Olímpicos de Atenas 2004, participó en los tres encuentros de Fase de grupos y anotó un gol (a Grecia en la tercera fecha del Grupo A).
| Certamen     | Sede   | Resultado      | Partidos | Gol |
| ------------ | ------ | -------------- | -------- | --- |
| JJ. OO. 2004 | Atenas | Fase de grupos | 3        | 1   |

Gol
| Fecha                 | Rival  | Gol | Resultado | Competencia  |
| --------------------- | ------ | --- | --------- | ------------ |
| 17 de agosto del 2004 | Grecia |     | 2-3       | JJ. OO. 2004 |

### Absoluta
Bajo la dirección técnica de Ricardo La Volpe, debutó con la Selección mayor de México el 27 de octubre del 2004, en un partido amistoso ante Ecuador en Nueva Jersey, Estados Unidos.
Formó parte del plantel que disputó un par de encuentros de eliminatoria del Hexagonal de Concacaf rumbo a la Copa Mundial de la FIFA 2006, ante Guatemala y Trinidad y Tobago, para después acudir a la Copa FIFA Confederaciones 2005 en Alemania.
En el 2011, junto a Luis Michel, Héctor Reynoso, Paul Aguilar y Oribe Peralta, reforzó a la selección Sub-22 que participó en la Copa América, celebrada en Argentina.
El 25 de enero del 2012, volvió al Tricolor para un partido amistoso contra la Selección de Venezuela, entró en el segundo tiempo y anotó un gol (3-1).
El 17 de abril del 2013, fue convocado para enfrentar a Perú. El 28 de junio del 2013, fue agregado a la lista de jugadores que disputarían la Copa de Oro de la Concacaf 2013.
|                    | PJ | Minutos | Gol | Asistencias | Periodo   |
| ------------------ | -- | ------- | --- | ----------- | --------- |
| Selección mexicana | 16 | 1,014   | 1   | 2           | 2004-2013 |

| #  | Fecha                 | Rival             | Sede          | Estadio                             | Resultado | Competición                    |
| -- | --------------------- | ----------------- | ------------- | ----------------------------------- | --------- | ------------------------------ |
| 1  | 27 de octubre de 2004 | Ecuador           | Nueva Jersey  | Giants Stadium                      | 2 - 1     | Amistoso                       |
| 2  | 29 de junio de 2005   | Alemania          | Leipzig       | Zentralstadion                      | 3 - 4     | Copa FIFA Confederaciones 2005 |
| 3  | 8 de julio de 2005    | Sudáfrica         | Carson        | The Home Depot Center               | 1 - 2     | Copa Oro CONCACAF 2005         |
| 4  | 12 de julio de 2005   | Jamaica           | Houston       | Reliant Stadium                     | 1 - 0     | Copa Oro CONCACAF 2005         |
| 5  | 17 de julio de 2005   | Colombia          | Houston       | Reliant Stadium                     | 2 - 1     | Copa Oro CONCACAF 2005         |
| 6  | 25 de enero de 2006   | Noruega           | California    | Monster Park                        | 2 - 1     | Amistoso                       |
| 7  | 4 de julio de 2011    | Chile             | San Juan      | San Juan Bicentenario               | 2 - 1     | Copa América 2011              |
| 8  | 8 de julio de 2011    | Perú              | Mendoza       | Estadio Malvinas Argentinas         | 1 - 0     | Copa América 2011              |
| 9  | 12 de julio de 2011   | Uruguay           | La Plata      | Estadio Ciudad de La Plata          | 1 - 0     | Copa América 2011              |
| 10 | 25 de enero de 2012   | Venezuela         | Houston       | Reliant Stadium                     | 3 - 1     | Amistoso                       |
| 11 | 17 de abril de 2013   | Perú              | San Francisco | Candlestick Park                    | 0 - 0     | Amistoso                       |
| 12 | 7 de julio de 2013    | Panamá            | Pasadena      | Estadio Rose Bowl                   | 1 - 2     | Copa Oro CONCACAF 2013         |
| 13 | 11 de julio de 2013   | Canadá            | Seattle       | CenturyLink Field                   | 2 - 0     | Copa Oro CONCACAF 2013         |
| 14 | 14 de julio de 2013   | Martinica         | Denver        | Sports Authority Field at Mile High | 3 - 1     | Copa Oro CONCACAF 2013         |
| 15 | 20 de julio de 2013   | Trinidad y Tobago | Atlanta       | Georgia Dome                        | 1 - 0     | Copa Oro CONCACAF 2013         |
| 16 | 24 de julio de 2013   | Panamá            | Dallas        | Cowboys Stadium                     | 1 - 2     | Copa Oro CONCACAF 2013         |

Gol
| Fecha                | Estadio         | Partido | Gol | Resultado | Competencia |
| -------------------- | --------------- | ------- | --- | --------- | ----------- |
| 25 de enero del 2012 | Reliant Stadium | vs      |     | 3-1       | Amistoso    |

### Participaciones en torneos internacionales
| Competencia                    | Categoría | Sede                                 | Resultado        | Partidos | Goles |
| ------------------------------ | --------- | ------------------------------------ | ---------------- | -------- | ----- |
| Preolímpico CONCACAF 2004      | Sub-23    | México                               | Campeón          | 5        | 3     |
| Juegos Olímpicos de 2004       | Sub-23    | Grecia                               | Primera fase     | 3        | 1     |
| Copa FIFA Confederaciones 2005 | Absoluta  | Alemania                             | Cuarto lugar     | 2        | 0     |
| Copa Oro CONCACAF 2005         | Absoluta  | Estados Unidos                       | Cuartos de final | 3        | 0     |
| Clasificación Mundial 2006     | Absoluta  | Norteamérica, Centroamérica y Caribe | Clasificado      | 1        | 0     |
| Copa América 2011              | Absoluta  | Argentina                            | Primera fase     | 3        | 0     |
| Copa Oro CONCACAF 2013         | Absoluta  | Estados Unidos                       | Tercer lugar     | 5        | 0     |
| Clasificación Mundial 2014     | Absoluta  | Norteamérica, Centroamérica y Caribe | Clasificado      | 1        | 0     |
| Total                          | –         | –                                    | –                | 23       | 4     |

## Palmarés

### Campeonatos internacionales
| Título                                     | Club             | Sede   | Año  |
| ------------------------------------------ | ---------------- | ------ | ---- |
| Preolímpico de Concacaf de 2004            | Selección Sub-23 | México | 2004 |
| Liga de Campeones de la CONCACAF 2008-2009 | Atlante          | México | 2009 |

### Otros campeonatos
| Título                   | Club    | Sede           | Año  |
| ------------------------ | ------- | -------------- | ---- |
| SuperLiga Norteamericana | Pachuca | Estados Unidos | 2007 |
| SuperLiga Norteamericana | Morelia | Estados Unidos | 2010 |